# Оричівський район
О́ричівський район (рос. Оричевский район) — район у складі Кіровської області Російської Федерації. Адміністративний центр — селище міського типу Оричі.

## Історія
Район був утворений 1929 року у складі Вятського округу Нижньогородського краю, 1934 року він увійшов до складу Кіровського краю, 1936 року увійшов до складу Кіровської області.
7 грудня 2004 року, в рамках муніципальної реформи, у складі району були утворені 4 міських та 17 сільських поселень. 2007 року Бистрязьке сільське поселення було приєднане до складу Мирненського міського поселення, а Монастирищенське сільське поселення — до складу Пустошинського сільського поселення. 2012 року Оричивське сільське поселення було приєднане до складу Спас-Талицького сільського поселення.

## Населення
Населення району складає 29680 осіб (2017; 29821 у 2016, 30321 у 2015, 30909 у 2014, 30983 у 2013, 31257 у 2012, 30737 у 2011, 30781 у 2010, 32422 у 2009, 32764 у 2002, 36455 у 1989, 34175 у 1979, 36820 у 1970).

## Адміністративний поділ
Станом на 2012 рік район адміністративно поділявся на 4 міських та 14 сільських поселень. Станом на 2010 рік до його складу входило 231 населений пункт, з яких 57 не мали постійного населення, але ще не були зняті з обліку:
| Поселення                        | Площа, км² | Населення, осіб (2002) | Населення, осіб (2010) | Населення, осіб (2017) | Центр             | Населені пункти |
| -------------------------------- | ---------- | ---------------------- | ---------------------- | ---------------------- | ----------------- | --------------- |
| Льовінське міське поселення      |            | 2405                   | 2145                   | 2257                   | смт Льовінці      | 1               |
| Мирнинське міське поселення      |            | 4133                   | 4237                   | 4711                   | смт Мирний        | 22              |
| Оричівське міське поселення      |            | 8050                   | 7962                   | 7492                   | смт Оричі         | 1               |
| Стрижівське міське поселення     |            | 4003                   | 3730                   | 3371                   | смт Стрижі        | 1               |
| Адишевське сільське поселення    |            | 1562                   | 1520                   | 1431                   | село Адишево      | 11              |
| Бистрицьке сільське поселення    |            | 778                    | 735                    | 692                    | село Бистриця     | 3               |
| Гарське сільське поселення       |            | 1015                   | 929                    | 875                    | селище Зенгіно    | 11              |
| Істобенське сільське поселення   |            | 1277                   | 967                    | 914                    | село Істобенськ   | 36              |
| Коршицьке сільське поселення     |            | 1514                   | 1415                   | 1312                   | село Коршик       | 11              |
| Кучелапівське сільське поселення |            | 813                    | 714                    | 635                    | присілок Кучелапи | 10              |
| Лугоболотне сільське поселення   |            | 909                    | 860                    | 788                    | селище Юбілейний  | 3               |
| Пищальське сільське поселення    |            | 541                    | 481                    | 405                    | село Пищальє      | 20              |
| Пустошинське сільське поселення  |            | 925                    | 864                    | 804                    | село Пустоші      | 16              |
| Спас-Талицьке сільське поселення |            | 1091                   | 969                    | 919                    | село Спас-Талиця  | 53              |
| Суводське сільське поселення     |            | 551                    | 459                    | 383                    | селище Суводі     | 2               |
| Торф'яне сільське поселення      |            | 1831                   | 1685                   | 1669                   | селище Торф'яний  | 1               |
| Усовське сільське поселення      |            | 353                    | 325                    | 270                    | присілок Усови    | 3               |
| Шалеговське сільське поселення   |            | 1013                   | 784                    | 752                    | село Шалегово     | 26              |

## Найбільші населені пункти
| №  | Населений пункт | Населення, осіб (2002) | Населення, осіб (2010) |
| -- | --------------- | ---------------------- | ---------------------- |
| 1  | Оричі           | 8050                   | 7962                   |
| 2  | Мирний          | 3618                   | 3912                   |
| 3  | Стрижі          | 4003                   | 3730                   |
| 4  | Льовінці        | 2405                   | 2145                   |
| 5  | Торф'яний       | 1831                   | 1685                   |
| 6  | Коршик          | 1341                   | 1273                   |
| 7  | Адишево         | 1031                   | 1111                   |
| 8  | Юбілейний       | 871                    | 819                    |
| 9  | Зенгіно         | 628                    | 599                    |
| 10 | Бистриця        | 597                    | 597                    |